# Fedtshenkomyia chrysotymoides
Fedtshenkomyia chrysotymoides е насекомо от разред Двукрили (Diptera), семейство Мухи зеленушки (Dolichopodidae). Няма подвидове.